# Зеленокрылый восточный бюльбюль
Зеленокрылый восточный бюльбюль (лат. Ixos virescens) — вид птиц из семейства бюльбюлевых. Типовой вид рода Ixos, но иногда его относят к роду Hypsipetes.

## Распространение
Эндемики Индонезии, где обитают на Суматре и Яве. Живут во влажных горных лесах.

## Описание
Длина тела 20 см. Стройные бюльбюли средних размеров. Тело покрыто узором полосок. Корона продолговатая, у взрослых особей она серая.

### Вокализация
Издают звуки «чиит-чиит-чиит» или «твинк».

## Биология
Питаются фруктами и насекомыми. Гнездо расположено на значительной высоте, иногда более 10 м от земли.
МСОП присвоил виду охранный статус LC.